# جزيرة بايونغ-بايونغان
جزيرة بايونغ-بايونغان وهي جزيرة من جزر إندونيسيا، وتتبع إقليم كليمنتان الجنوبية في إندونيسيا.